# Shinyanga

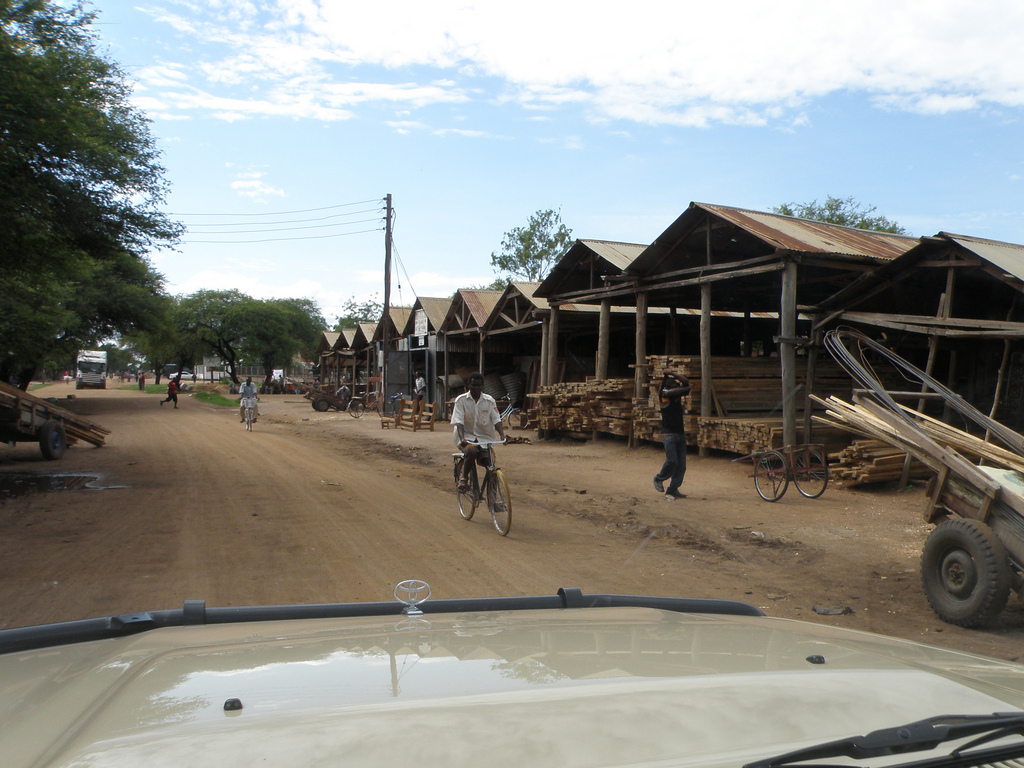
Brädgård i Shinyanga.

Shinyanga är en stad i norra Tanzania och är den administrativa huvudorten för regionen med samma namn. Staden har järnvägsförbindelse med Mwanza i norr och Tabora i söder. 

## Stad och distrikt
Shinyanga är ett av regionens åtta distrikt, Shinyanga stad (engelska Shinyanga Urban, swahili Shinyanga Mjini) och har en beräknad folkmängd av 190 972 invånare 2009 på en yta av 553,78 km². Distriktet är indelat i tretton administrativa enheter som kallas shehia, varav tre är helt urbana, fem är blandat urbana och rurala, och de resterande fem är klassificerade som helt rurala områden. 
Shinyangas sammanhängande, urbaniserade område består av tre hela shehia samt delar av ytterligare fem. Området hade 73 921 invånare vid folkräkningen 2002, vilket då motsvarade 54,95 % av distriktets befolkning.